# پنزا
شهر پنزا (به روسی: Пенза) در کشور روسیه و در اوبلاست پنزا واقع شده‌است.